# 팰컨 (프레임워크)
팰컨(Phalcon)은 모델-뷰-컨트롤러(MVC) 패턴 기반의 PHP 웹 프레임워크이다. 2012년 첫 출시된 오픈 소스 프레임워크이며 BSD 허가서로 배포된다.
대부분의 PHP 프레임워크들과 달리 팰컨은 Zephir와 C로 개발된 웹 서버 플러그인으로 구현되어 있으며 실행 속도를 매우 빠르게 하고 리소스 사용률을 줄이며 주로 PHP로 개발된 비교되는 프레임워크들에 비해 더 많은 초당 HTTP 요청을 처리하는 것이 목적이다. 이 접근방식의 한 가지 단점은 미리 컴파일된 것을 사용하거나 커스텀 바이너리를 빌드함으로써 팰컨 설치를 위해 루트/관리자 접근 권한이 필요하다는 것이다.